# Ryan Miller
Ryan Miller (ur. 17 lipca 1980 w East Lansing) – amerykański hokeista, reprezentant USA, trzykrotny olimpijczyk.
Jego dziadek Elwood, ojciec Dean (ur. 1957), byli, a brat Drew (ur. 1984) i kuzyni Kelly Miller, Kevin Miller, Kip Miller, Curtis Gemmel & Taylor Gemmel także są hokeistami.

## Kariera
- Soo Indians Major Midget (1997-1999)
- University of Michigan (1999-2002)
- Rochester Americans (2002-2006)
- Buffalo Sabres (2002-2014)
- St. Louis Blues (2014)
- Vancouver Canucks (2014-2017)
- Anaheim Ducks (2017-2021)

Grał dwa lata w lidze NAHL, po czym w drafcie NHL z 1999 został wybrany przez Buffalo Sabres. Następne trzy lata grał w akademickiej lidze NCAA. Od 2002 zawodnik Buffalo Sabres. W pierwszych czterech sezonach grał głównie w zespole farmerskim, w lidze AHL. Od 2005 na stałe w drużynie Szabel w lidze NHL. Od marca 2014 zawodnik St. Louis Blues (w toku wymiany grupy zawodników między klubami; m.in. do Buffalo trafił za niego bramkarz Jaroslav Halák). Od lipca 2014 zawodnik Vancouver Canucks związany czteroletnim kontraktem. W połowie 2017 przeszedł do Anaheim Ducks, gdzie w czerwcu 2019 przedłużył kontrakt o rok. Pod koniec kwietnia 2021 ogłosił zakończenie kariery wraz z końcem sezonu NHL (2020/2021).
Uczestniczył w turniejach mistrzostw świata w 2001, 2002, 2003 oraz zimowych igrzysk olimpijskich 2006, 2010, 2014.

## Sukcesy

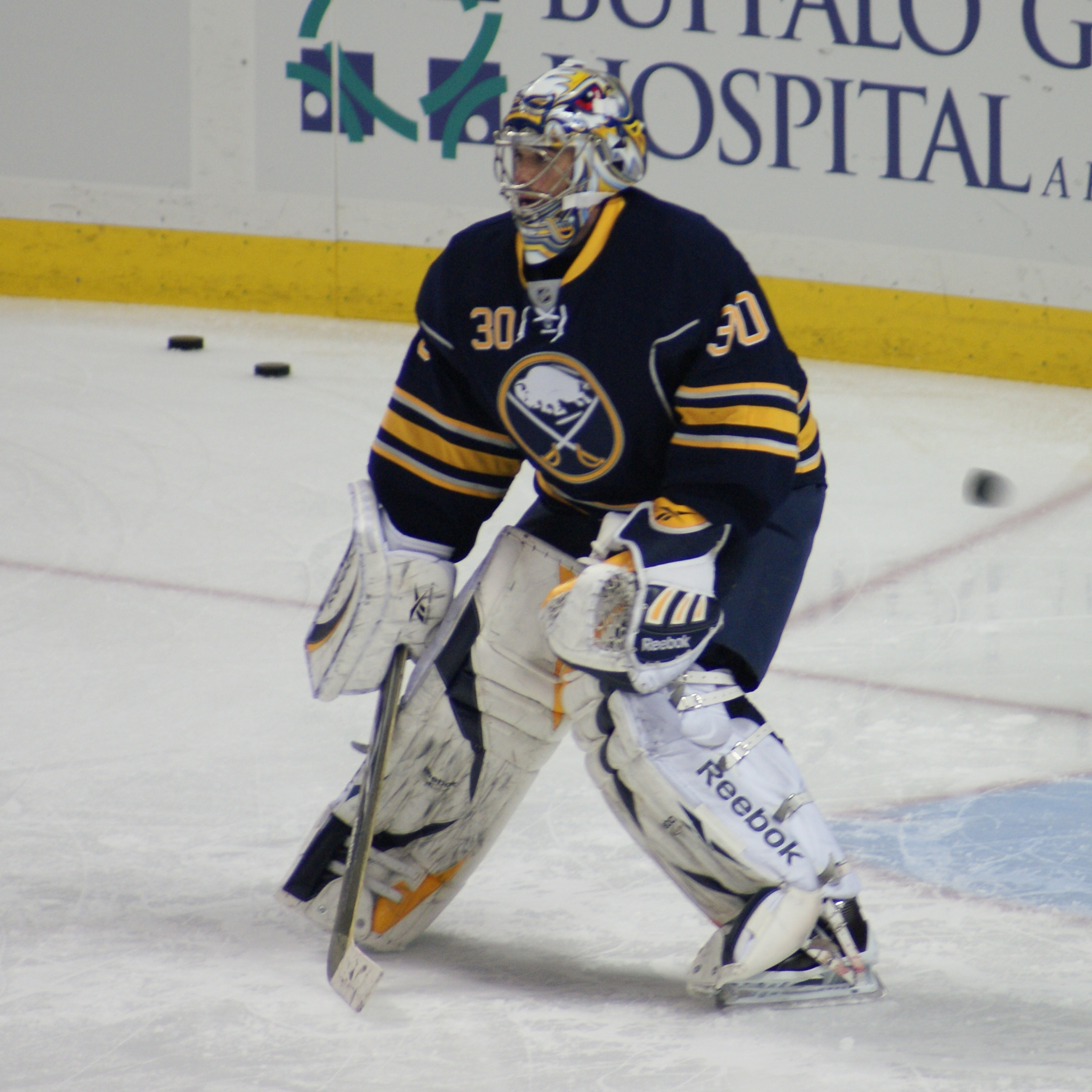
Ryan Miller w barwach Buffalo Sabres (2010)

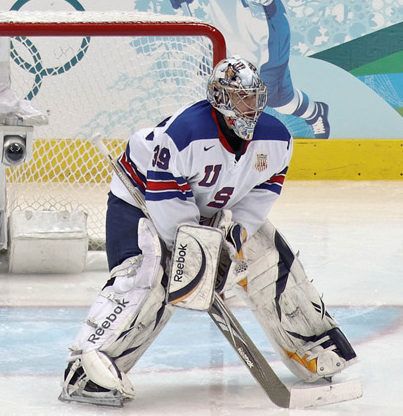
Ryan Miller w barwach USA podczas ZIO 2010

Reprezentacyjne
- Srebrny medal zimowych igrzysk olimpijskich: 2010

Klubowe
- Mistrzostwo NCAA: 2000, 2001 z University of Michigan
- Mistrzostwo dywizji AHL: 2005 z Rochester Americans
- Mistrzostwo sezonu regularnego AHL: 2005 z Rochester Americans
- Norman R. „Bud” Poile Trophy: 2005 z Rochester Americans
- Mistrz dywizji NHL: 2007, 2010 z Buffalo Sabres
- Presidents’ Trophy: 2007 z Buffalo Sabres

Indywidualne
- NCAA (CCHA) 1999/2000:
  - Skład gwiazd pierwszoroczniaków
  - Drugi skład gwiazd
  - Najlepszy bramkarz
  - Najbardziej Wartościowy Zawodnik (MVP) turnieju
- NCAA (CCHA) 2000/2001:
  - Pierwszy skład gwiazd Amerykanów
  - Pierwszy skład gwiazd
  - Najlepszy bramkarz
  - Hobey Baker Award – najlepszy zawodnik akademicki
  - Najlepszy zawodnik roku
  - Najbardziej Wartościowy Zawodnik (MVP) turnieju
- NCAA (CCHA) 2000/2001:
  - Pierwszy skład gwiazd Amerykanów
  - Pierwszy skład gwiazd
  - Najlepszy bramkarz
  - Najlepszy zawodnik roku
  - Najbardziej Wartościowy Zawodnik (MVP) turnieju
- Mistrzostwa Świata w Hokeju na Lodzie 2002:
  - Pierwsze miejsce w klasyfikacji skuteczności interwencji w turnieju: 94,96%[10]
- AHL 2004/2005:
  - Najlepszy zawodnik tygodnia – 14 listopada 2004 i 30 stycznia 2005
  - Najlepszy bramkarz miesiąca – styczeń 2005
  - Pierwszy skład gwiazd AHL
  - Aldege „Baz” Bastien Memorial Award – najlepszy bramkarz
- NHL (2009/2010):
  - Pierwszy skład gwiazd
  - Vezina Trophy – najlepszy bramkarz sezonu
- Zimowe Igrzyska Olimpijskie 2010 – turniej mężczyzn:
  - Pierwsze miejsce w klasyfikacji średniej goli straconych na mecz w turnieju: 1,35
  - Pierwsze miejsce w klasyfikacji skuteczności interwencji w turnieju: 94,56%
  - Pierwsze miejsce w klasyfikacji liczby obronionych strzałów w turnieju: 139
  - Pierwsze miejsce w klasyfikacji czasu gry bramkarzy w turnieju: 355:07
  - Najbardziej Wartościowy Zawodnik (MVP) turnieju
  - Skład gwiazd turnieju
  - Najlepszy bramkarz turnieju
- NHL (2010/2011):
  - NHL Foundation Player Award